# 一窩蜂
一窩蜂，為於中國明朝發明的火器，是装在一个筒形容器内，把各支火箭的药线连在一根总线上。作战时常并架数十桶至百桶，“总线壹燃，众矢齐发，势若雷霆之击，莫敢当其锋者。”

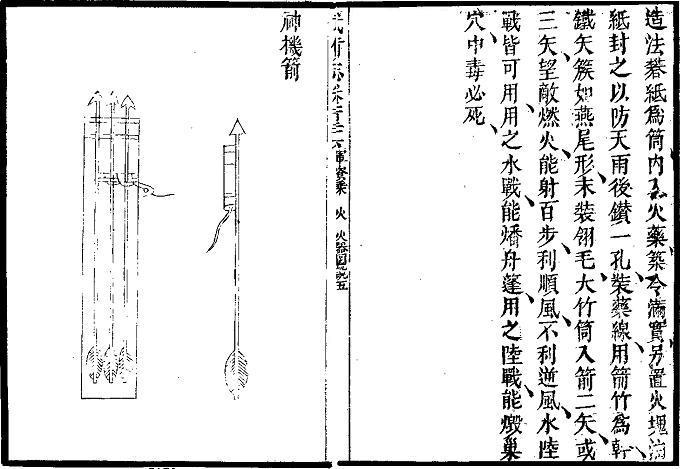
《武备志》的神機箭。

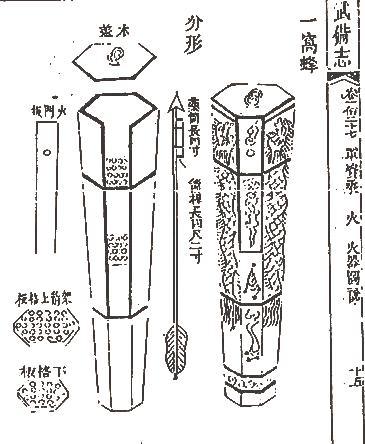
發射箭矢的一窩蜂。

建文二年(1400年)，燕王朱棣和李景隆大战于白沟河，当时明军使用叫一窠蜂的火器。作于明朝永乐十年（1403年）的《火龙神器阵法》（又名《最胜神机》）记载一次可以发射九支箭矢九矢钻心神毒火雷炮，四十九矢飞廉箭则可以同时发射49支箭簇，矢傅毒药，见血封喉，立时而毙，大大增加了杀伤力，据载，在发射时“势若飞龙”威力很大，在朱元璋夺取政权的战争中发挥了重要作用。它的许多内容被后世兵书所选录，如《武备志》、《火龙经二集》等兵书就选录了《火攻风侯》、《火攻地利》、《火攻器制》、《火攻兵戒》，以及火药配方等内容。
《武備志》載一窩蜂是將三十二枚神機箭放在木桶裡發射，順風射程達百步，能使敵人中毒。此外，此書還紀錄有發射百支的百虎齐奔箭、射发三百二十支联装的火箭车“神火万全铁围营式”等等。

## 鉛彈一窩蜂
《武備志》載一種稱作「鉛彈一窩蜂」的武器，其狀如鸟铳铁幹而較短較寬，重量比鳥銃還輕，能装百枚小鉛弹丸，發射時須用釘子固定。